# Shoreham (Australia)
Shoreham – miasto w Australii, w stanie Wiktoria.